# Fortaleza de Lovech
La fortaleza de Lovech (en búlgaro: Ловешка крепост), también llamada «Hisarya» durante el dominio otomano, es una fortaleza medieval ubicada en la parte sur de Lovech, Bulgaria. En la actualidad forma parte de la Reserva Histórica y Arquitectónica de Varosha.
El inicio de la creación de la fortaleza medieval de Lovech está fechado durante el Primer Imperio búlgaro entre los siglos ix y x. Está ubicado en dos terrazas protegidas naturalmente. Luego se construyó la muralla de la fortaleza. Tenía funciones principalmente defensivas y estaba escasamente poblada. Ahí vivía un número limitado de civiles, clérigos y principalmente tropas.
A finales del siglo xii la fortaleza se convirtió en ciudadela de la ciudad medieval de Lovech. Las murallas y edificios de la fortaleza de los siglos ix y xii continuaron existiendo con algunas reconstrucciones. La ciudadela de la ciudad medieval ocupó un área de aproximadamente 21 acres. Estuvo desarrollando una nueva construcción de edificios residenciales, comerciales y de iglesias de acuerdo con un concepto preliminar. También hubo tres conjuntos arquitectónicos en diferentes partes de la ciudad.
En 1187 el emperador bizantino Isaac II Ángelo emprendió una campaña militar contra el proclamado Segundo Imperio búlgaro. El emperador puso sitio a la fortaleza de Lovech, pero no tuvo éxito. Después de tomar rehenes, el ejército bizantino se retiró al sur de la actual Bulgaria. La fortaleza era parte del sistema defensivo del Segundo Imperio búlgaro.
A principios del siglo xiv, la fortaleza fue residencia del déspota Iván Alejandro, quien fue elegido zar de Bulgaria en 1331.
Durante la invasión otomana, se combatió repetidamente por la fortaleza medieval de Lovech.
En la década de 1960, la arqueóloga Yordanka Changova llevó ahí excavaciones sistemáticas. Los resultados científicos fueron publicados en 2006 en su monografía «Lovech». La vida en la zona de «Hisarya» comenzó en el Eneolítico y terminó a mediados del siglo xix. El siglo xii-xiv fue un período de prosperidad de la fortaleza medieval de Lovech. Desde el siglo xvii hasta la segunda mitad del siglo xix el territorio fue una necrópolis para los habitantes.
Hoy en día, una gran parte de la fortaleza ha sido restaurada y es uno de los hitos del Lovech moderno y una atracción para sus visitantes. En su parte occidental, donde se encuentran los cimientos de una iglesia metropolitana, se ha erigido una enorme cruz metálica, visible desde casi todos los puntos de la ciudad. Desde el interior se revela un hermoso panorama que cubre toda la ciudad, y detrás de esta se puede ver el río Osam serpenteando entre las colinas, así como los restos de la calzada romana que cruzaba Lovech en la antigüedad.
Desde finales de 2005, la fortaleza, junto con el monumento adyacente a Vasil Levski, ha recibido una iluminación nocturna especial similar a la fortaleza de Tsarevets en Veliko Tarnovo.